# Magnirostris
Magnirostris là một chi khủng long, được You & Dong mô tả khoa học năm 2003.